# Salacia disepala
Salacia disepala är en benvedsväxtart som först beskrevs av Cyril Tenison White, och fick sitt nu gällande namn av Ding Hou. Salacia disepala ingår i släktet Salacia och familjen Celastraceae. Inga underarter finns listade.